# Xanthia ochrago
Xanthia ochrago là một loài bướm đêm trong họ Noctuidae.